# إنجي مولر
إنجي مولر (بالألمانية: Inge Müller)‏ هي كاتبة للأطفال وكاتِبة وشاعرة ألمانية، ولدت في 13 مارس 1925 في برلين في ألمانيا، وتوفي بنفس المكان في 1 يونيو 1966.